# Ingeborg Fialová
Pour les articles homonymes, voir Fialová.
Ingeborg Fialová-Fürst, née le 17 novembre 1961 à Frýdek-Místek,, est une germaniste tchèque, spécialiste de l'expressionnisme, de la littérature écrite allemande de Prague et de Moravie et du romantisme allemand.

## Biographie
Ingeborg Fialová obtient son diplôme d'études allemandes et bohémiennes à l'Université Palacký en 1986. L'année suivante, elle s'installe en République fédérale d'Allemagne, où elle travaille comme professeure assistante à l'Université de la Sarre à Sarrebruck et professeure associée invitée à l'Université de Klagenfurt. Après la Révolution de velours, elle retourne à l'Université Palacký en 1992. Elle y obtient son habilitation (1998) et est nommée professeure titulaire (2003).
En 1997, elle fonde, avec Lucy Topoľská (cs) et Ludvík Václavek (cs), l'Arbeitsstelle für deutschmährische Literatur (cs) à la Faculté des lettres de l'Université de Prague puis, en 2004, elle fonde le Département d'études judaïques. Entre 1997 et 2011, elle dirige le Département d'études allemandes. 
En 2018, elle est élue à l'Académie autrichienne des sciences,. En 2022, elle publie un livre de mémoires, Semper sint in flore, avec sa mère, également diplômée de l'UPOL.
Elle était la compagne depuis 2006 de Josef Jařab, décédé en 2023.

## Publications
- 2000 : Expresionismus: několik kapitol o německém, rakouském a pražském německém literárním expresionismu, Olomouc: Votobia, 366 p.  (ISBN 80-7198-456-6).
- 2006 : avec Milan Horňáček, Romantik. Eine Einführung, Univerzita Palackého v Olomouci – Filozofická Fakulta, Olomouc,  (ISBN 80-244-1471-6).
- 2011 : Kurze Geschichte der deutschmährischen Literatur, Olomouc: Univerzita Palackého v Olomouci, 112 p.  (ISBN 978-80-244-2851-2).
- 2013 : Dějiny německé židovské literatury do roku 1914, Olomouc: Univerzita Palackého, 127 p.  (ISBN 978-80-244-3470-4).
- 2022 : Semper sint in flore (mémoires)